# Nemanja Kojić
Nemanja Kojić (kyrillisch Немања Којић; * 3. Februar 1990 in Loznica) ist ein serbischer Fußballspieler auf der Position des Stürmers.

## Karriere

### Verein
Kojić begann seine Profikarriere 2007 bei FK Rad und später ab 2012 beim FK Partizan.
Zur Spielzeit 2015/16 wechselte er in die türkische TFF 1. Lig zu Gaziantep Büyükşehir Belediyespor. Nach einem Jahr kehrte er mit seinem Wechsel zum FK Radnički Niš nach Serbien zurück. Im Sommer 2017 wechselte Kojić erneut in die 2. türkische Liga, dieses Mal zum Aufsteiger İstanbulspor.

### Nationalmannschaft
Kojić startete seine Nationalmannschaftskarriere 2007 mit einem Einsatz für die serbische U-19-Nationalmannschaft. Ab 2010 spielte er auch für die serbische U-21-Nationalmannschaft.

## Erfolge
FK Partizan Belgrad
- Serbischer Meister: 2012/13, 2014/15